# 穗瓣新热鳚
穗瓣新熱䲁（學名：Neoclinus bryope），為條鰭魚綱䲁形目煙管䲁科新熱鳚屬的一個種，分布於西北太平洋日本及東太平洋美國加利福尼亞州海域，體長可達8公分，棲息在潮間帶礫石區，以小型無脊椎動物或浮游動物為食，雌魚產附著性卵，雄魚會守護卵，生活習性不明。